# Jules Dupré
Jules Dupré, född 5 april 1811, död 6 oktober 1889, var en fransk konstnär.

## Biografi
Jules Dupré var i sin tidigaste ungdom porslinsmålare. Han påverkade mycket av engelskt landskapsmåleri, och blev en av de främsta målsmännen för "det intima landskapet". Han slog sig ner i byn Barbizon vid Fontainebleauskogen och blev en av förgrundsgestalterna i den konstnärskoloni som fick namnet Barbizonskolan.
Dupré förstod att tolka de mest skilda stämningar, men föredrog upprörda och dramatiska ögonblick i naturen, som det uppdragande eller bortdragande ovädret, och de av stormen sönderrivna molnen. Främst är det atmosfären och dess skiftande fenomen, som intresserar honom. Målningar av Dupré, såsom Stilleben med grått krus och Kor vid vattensamling, finns i Nationalmuseums samlingar.

## Galleri

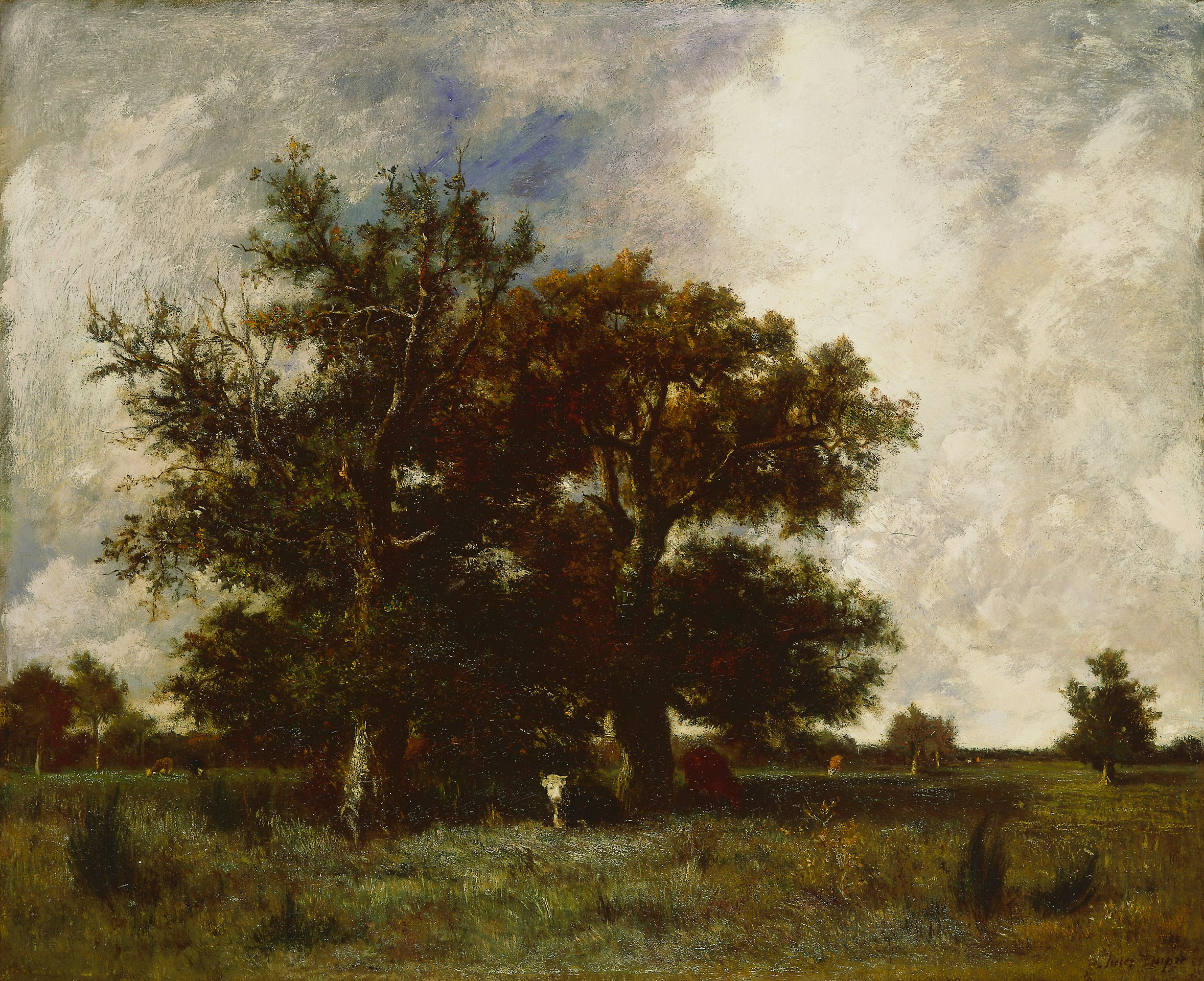
Fontainebleauekar (cirka 1849)
Stilleben med grått krus (1862)
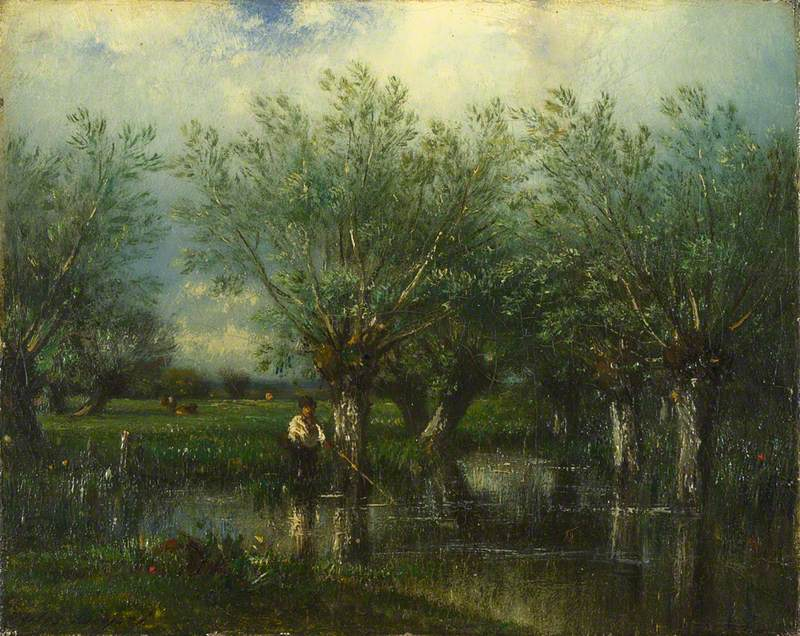
Willows, with a Man Fishing (mellan 1862 och 1866)
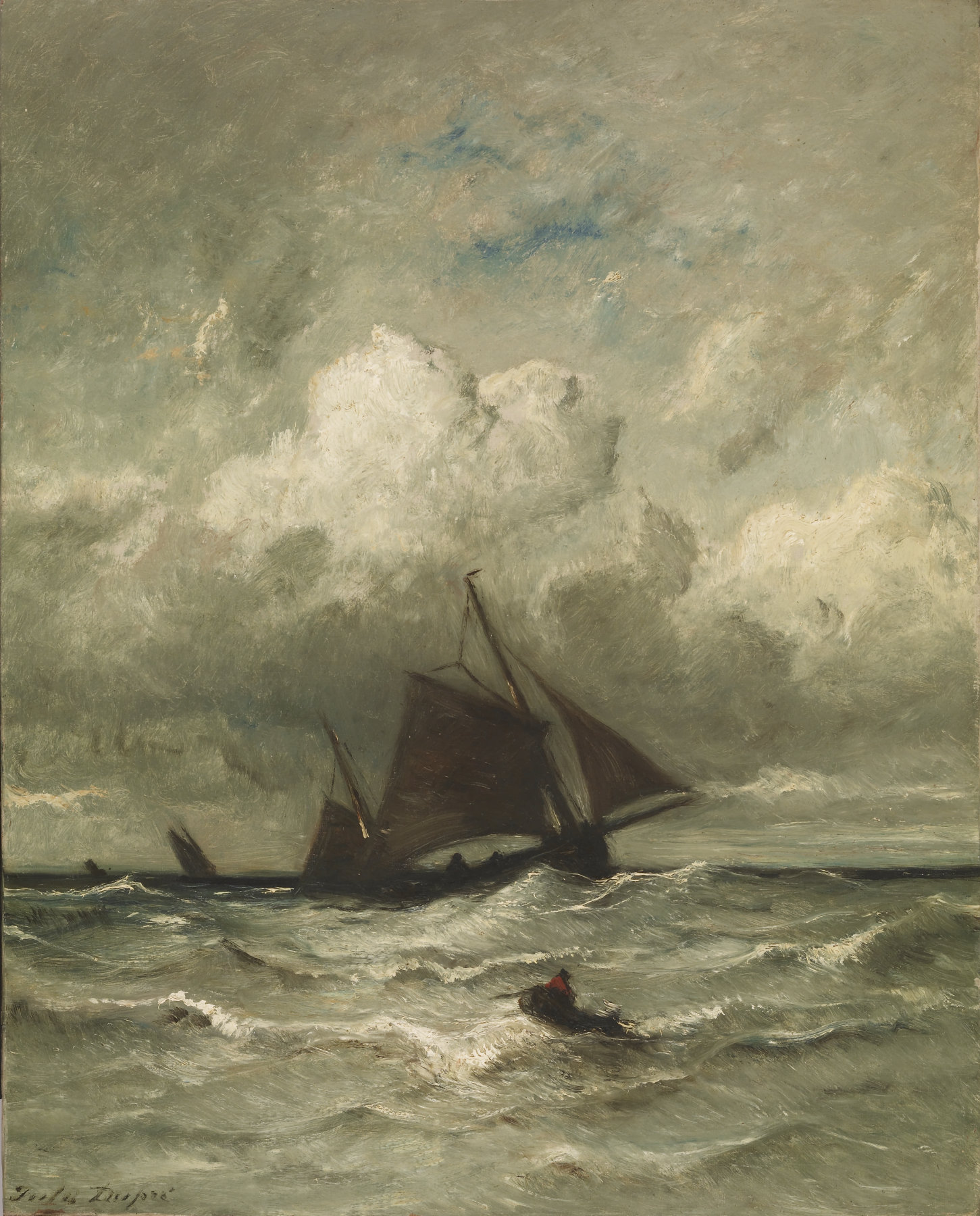
Till havs (cirka 1870)
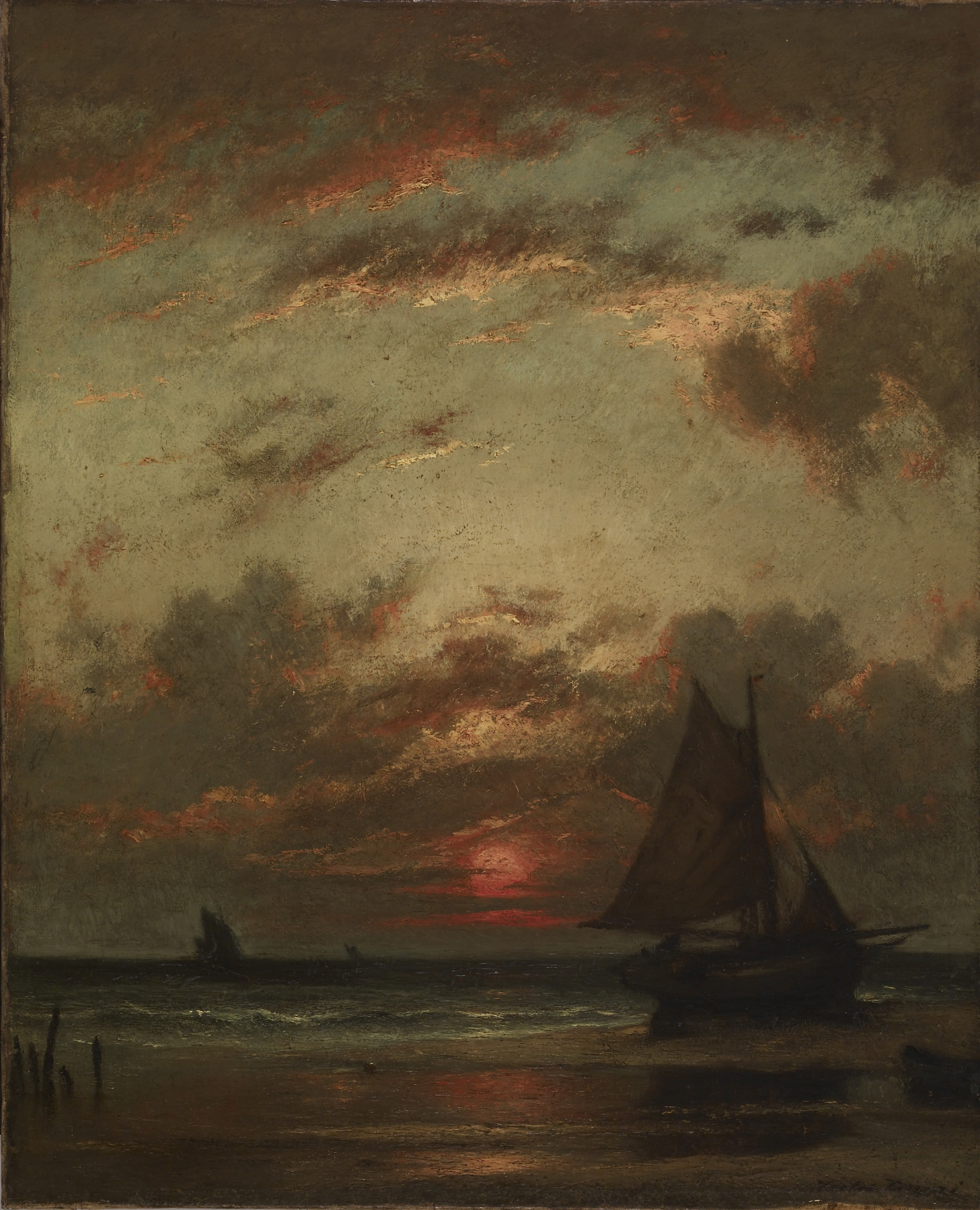
Solnedgång vid kusten (cirka 1870 till 1875)
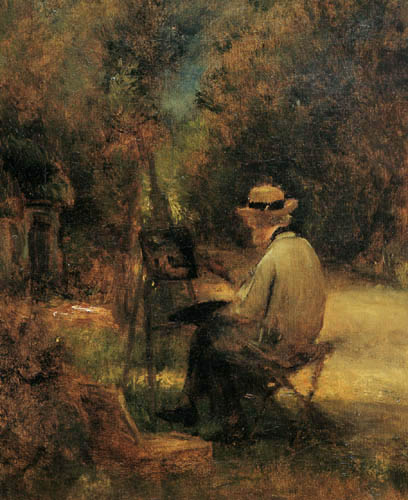
Självporträtt (1875)
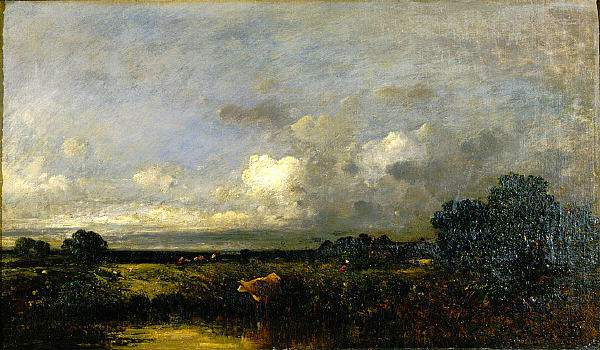
Landskap med ko (u. å.)
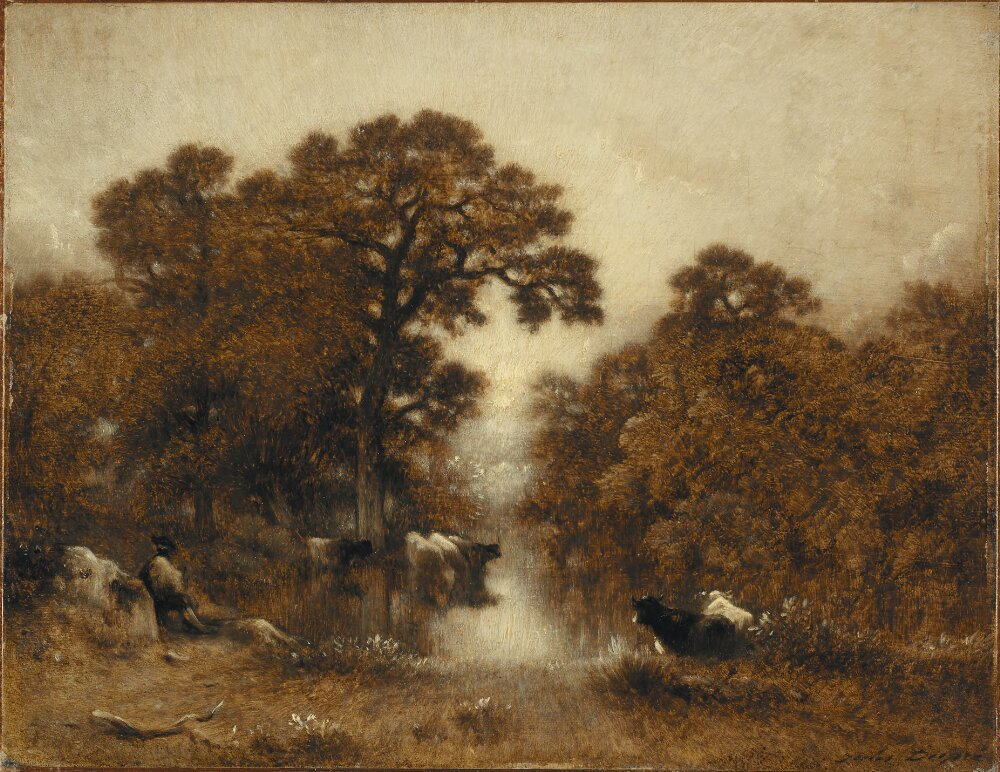
Kor vid vattensamling (u. å.)